# Kacper Kuszewski
Kacper Melchior Kuszewski (ur. 21 czerwca 1976 w Słupsku) – polski aktor filmowy i dubbingowy, wokalista i osobowość medialna.
Zadebiutował jako aktor w 1989 na scenie Teatru Muzycznego w Gdyni. Po ukończeniu studiów aktorskich w Akademii Teatralnej w Warszawie zaczął występować w produkcjach teatralnych, filmowych i serialowych. Ogólnopolską rozpoznawalność zdobył dzięki roli Marka Mostowiaka w serialu M jak miłość. Z dubbingu został zapamiętany jako Myszka Miki, Percy Weasley w pierwszych trzech filmach z serii Harry Potter oraz Luke Skywalker w filmach z serii Gwiezdne wojny i komputerowych grach akcji osadzonych w uniwersum Gwiezdnych wojen. W 2015 wydał płytę studyjną pt. Album rodzinny, a w latach 2016–2018 był wokalistą zespołu Leszcze. Brał udział w telewizyjnych programach rozrywkowych: Jak oni śpiewają, Taniec z gwiazdami i Twoja twarz brzmi znajomo. W 2024 roku został prowadzącym programu Tak to leciało!.

## Życiorys

### Rodzina i edukacja
Jest synem aktorów, Małgorzaty Szudarskiej-Kuszewskiej (1938–1998) i Jarosława Kuszewskiego (1935–2016). Wg własnego oświadczenia, w akcie urodzenia wpisane ma trzy imiona: Kacper, Melchior i Baltazar. Ma siostrę, Justynę. Urodził się w Słupsku, ale dorastał w Koszalinie i Gdyni. W dzieciństwie występował w chórze chłopięcym. Przez 12 lat uczył się w szkole muzycznej, przez pierwsze siedem lat w klasie fortepianu w szkole w Gdańsku, a później w klasie klarnetu w państwowej szkole muzycznej im. Artura Rubinsteina w Bydgoszczy.
W 2004 rozpoczął podyplomowe studia aktorskie prowadzone przez Teatr Pieśń Kozła dla studentów Manchester Metropolitan University.

### Kariera zawodowa
W 1989 zagrał Gavroche’a w musicalu Les Misérables na scenie Teatru Muzycznego w Gdyni. Na małym ekranie zadebiutował w 1998 epizodyczną rolą w serialu Litwo, ojczyzno moja. W 1999 zagrał niewielką rolę w miniserialu Wszystkie pieniądze świata, a także zadebiutował na wielkim ekranie rolą studenta w filmie Barbary Sass Jak narkotyk oraz ukończył studia w Akademii Teatralnej w Warszawie, po czym współpracował z uczelnią jako asystent. Jeszcze jako student otrzymał wyróżnienie za rolę w sztuce Fragmenty z Szekspira podczas XVII Festiwalu Szkół Teatralnych w Łodzi. Po obronie dyplomu zaczął występować w Kabarecie Olgi Lipińskiej, z którym związany był przez kolejne cztery lata.

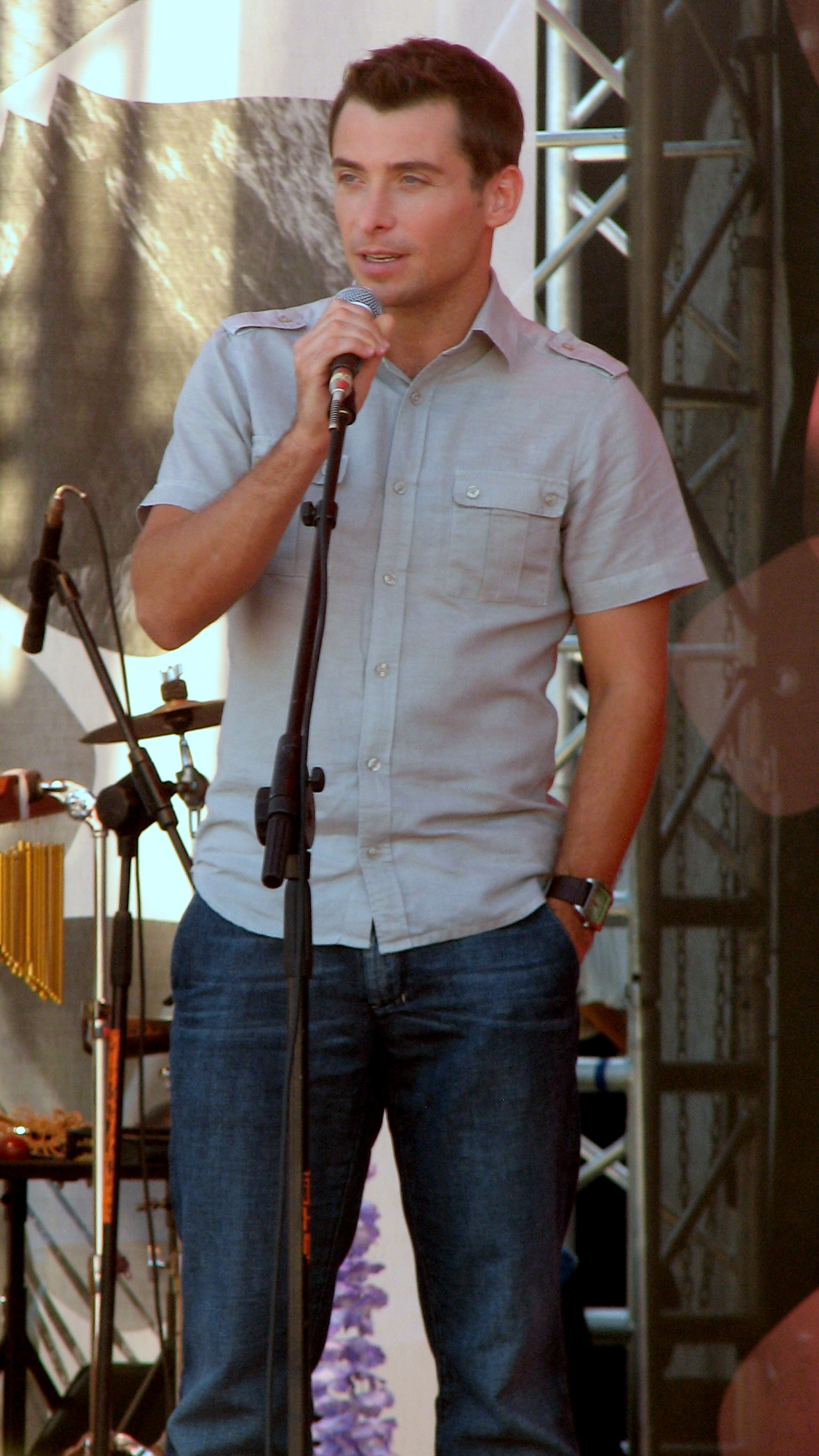
Kuszewski na zlocie fanów serialu M jak miłość w Gdyni (2010)

W 2000 pojawił się w epizodycznej roli w serialu Twarze i maski oraz w filmie Strefa ciszy. Wkrótce później zaczął występować jako Marek Mostowiak w serialu TVP2 M jak miłość, co zapewniło mu ogólnopolską rozpoznawalność, ale jednocześnie wśród wielu widzów zaszufladkowało go w tej roli.
W lipcu 2004 wraz z innymi absolwentami Akademii Teatralnej stworzył grupę Przestrzeń Wymiany Działań „Arteria”, z którą w 2005 wystawił spektakl Sallinger w reż. Michała Sieczkowskiego. W 2005 wystąpił w niewielkiej roli w filmie Karol. Człowiek, który został papieżem. W 2008 podjął współpracę z Teatrem Pieśń Kozła we Wrocławiu, w którym grał w sztukach reżyserowanych przez Grzegorza Brala, m.in. w Makbecie i Pieśni Leara, a także odpowiadał za oprawę muzyczną oratorium Szukając Leara i był kierownikiem muzycznym przy spektaklu Return to the Voice. Ponadto był narratorem słuchowiska Piotruś i Wilk w ramach projektu edukacyjnego Poranki muzyczne realizowanego przez Program I Polskiego Radia oraz zajął trzecie miejsce w finale trzeciej edycji programu rozrywkowego Polsatu Jak oni śpiewają. W 2010 uczestniczył z Teresą Lipowską i Katarzyną Cichopek w charytatywnym odcinku programu TVP2 Tak to leciało!. W 2011 zwyciężył w parze z Anną Głogowską w finale 13. edycji programu TVN Taniec z gwiazdami. W kwietniu 2012 premierę w Teatrze Muzycznym „Roma” w Warszawie miał spektakl muzyczny Łukasza Czuja Berlin, czwarta rano, w którym zagrał główną rolę męską. W 2013 zagrał niewielką rolę w serialu Hotel 52, w kolejnych latach wystąpił także w filmach Wkręceni (2014) i Wkręceni 2 (2015).
23 marca 2015 wydał album studyjny pt. Album rodzinny, zawierający 11 utworów w stylistyce szlagierów międzywojennych, a 15 czerwca na scenie Teatru Muzycznego „Roma” w Warszawie premierę miał spektakl muzyczny, składający się z piosenek z albumu. W grudniu 2015 fraza „Kacper Kuszewski” uplasowała się na 10. miejscu w kategorii najpopularniejszych polskich aktorów w opublikowanym przez Google Zeitgeist rankingu najczęściej wyszukiwanych haseł w polskim Internecie. W 2016 zakończył współpracę z Teatrem Pieśń Kozła, a także został wokalistą zespołu Leszcze, z którym nagrał dwa single: „Konfiture” i „Laski Laski” oraz wystąpił m.in. podczas Sopockiej Nocy Kabaretowej w ramach Polsat SuperHit Festiwal 2016 i podczas koncertu inaugurącego trasę Lata z radiem. W 2017 zwyciężył w finale ósmej edycji programu rozrywkowego Polsatu Twoja twarz brzmi znajomo, a wygraną w postaci czeku o wartości 100 tys. zł przekazał Centrum Praw Kobiet. Również w 2017 wystąpił jako Mieczysław Fogg w słuchowisku Ordonka na antenie Programu II Polskiego Radia. W 2018 zakończył współpracę z zespołem Leszcze oraz zrezygnował po 18 latach z gry w serialu M jak miłość. Niedługo później udzielił wywiadu serwisowi Plejada.pl, w którym zwrócił uwagę na fakt, że warunki pracy realizatorów polskich seriali często przekraczają standardy wyznaczone przez prawo pracy; wypowiedź Kuszewskiego odbiła się szerokim echem w ogólnopolskich mediach. Również w 2018 zagrał w charytatywnym odcinku teleturnieju Joker. W latach 2018–2021 był jednym z jurorów w programie Twoja twarz brzmi znajomo.
W latach 2020–2021 grał hydraulika Sławka w serialu Polsatu Przyjaciółki. W marcu 2021 współprowadził galę rozdania Telekamer. Grał Czarka w serialu Super Polsatu Tatuśkowie (2021–2022). Wiosną 2024 zajął siódme miejsce w programie rozrywkowym Polsatu Twoja twarz brzmi znajomo. Najlepsi. W 2024 został prowadzącym teleturniej Tak to leciało!, który emituje TVP2, następnie został także prowadzącym i lektorem reality show Żona dla Polaka (2025), który był nagrywany w Stanach Zjednoczonych.

## Filmografia

### Aktor
- 1998: Litwo, ojczyzno moja
- 1999: Jak narkotyk jako student
- 1999: Wszystkie pieniądze świata jako Zygmuś „Fagot”
- 2000–2018, 2022: M jak miłość jako Marek Mostowiak
- 2000: Strefa ciszy jako „Mały”
- 2000: Twarze i maski jako pielęgniarz
- 2005: Karol. Człowiek, który został papieżem jako Witold Brożek
- 2013: Hotel 52 jako Filip Malik, partner Mai (odc. 90)
- 2014: Wkręceni jako komendant Grygalewicz
- 2015: Wkręceni 2 jako komendant Grygalewicz
- od 2020: Przyjaciółki jako hydraulik Sławek
- od 2021: Tatuśkowie jako Czarek[20]
- 2021: Ojciec Mateusz jako Rajmund Dąbkowski (odc. 336)

### Polski dubbing
Lata podane w poniższym spisie dotyczą premiery oryginalnej wersji produkcji.
- 1976–1978: Jabberjaw jako Jabberjaw
- 1983: Kaczor Donald przedstawia jako Myszka Miki
- 1983: Miki i Donald przedstawiają Goofy’ego sportowca jako Myszka Miki
- 1994: Władca ksiąg
- 1994: Aladyn: Powrót Dżafara jako wykonanie piosenki
- 1996–1998: Mała księga dżungli jako Shere Khan
- 1999–2002: Baśnie Braci Grimm: Simsala Grimm jako Jojo
- 2001: Harry Potter i Kamień Filozoficzny jako Percy Weasley
- 2001: Zakochany kundel II: Przygody Chapsa jako Chaps
- 2001: Atlantyda. Zaginiony ląd jako Milo
- 2002: Harry Potter i Komnata Tajemnic jako Percy Weasley
- 2002: Królewska broda jako Rufus Golibroda
- 2003: Atlantyda. Powrót Milo jako Milo
- 2004: Mickey, Donald, Goofy: Trzej muszkieterowie jako Myszka Miki
- 2004: Scooby-Doo 2: Potwory na gigancie jako Fred Jones
- 2004: Baśniowy świat 6 jako Myszka Miki
- 2004: Mickey: Bardziej bajkowe święta jako Myszka Miki
- 2004: Harry Potter i więzień Azkabanu jako Percy Weasley
- 2006: Klub przyjaciół Myszki Miki jako Myszka Miki
- 2007: Lissi na lodzie jako Lissi
- 2008: Viva High School Musical Meksyk: Pojedynek jako Cesar
- 2009: Wesoła farma jako Piejek
- 2010: Psy i koty: Odwet Kitty jako Szymuś
- 2010: Legendy sowiego królestwa: Strażnicy Ga’Hoole jako Digger
- 2011: Gwiezdne wojny: część IV – Nowa nadzieja jako Luke Skywalker
- 2011: Gwiezdne wojny: część V – Imperium kontratakuje jako Luke Skywalker
- 2016: Miki i raźni rajdowcy jako Myszka Miki
- 2016: Lego Gwiezdne wojny: Przebudzenie Mocy jako Luke Skywalker
- 2017: Star Wars: Battlefront II jako Luke Skywalker
- 2019: Asteriks i Obeliks: Tajemnica magicznego wywaru jako Kakofoniks

## Role teatralne
Teatr Muzyczny w Gdyni
- 1989: Les Misérables (reż. Jerzy Gruza) jako Gavroche

Akademia Teatralna w Warszawie
- 1998: Marchołt (reż. Anna Seniuk) jako Kasper
- 1999 Fragmenty z Szekspira (reż. Maciej Wojtyszko)
- 1999: Iwanow (reż. Mateusz Bednarkiewicz) jako Michał Michajłowicz Borkin

Teatr „Scena Prezentacje” w Warszawie
- 1999: Co nam zostało z naszej miłości... (reż. Romuald Szejd)
- 2000: Nikt nie jest doskonały (reż. Romuald Szejd) jako Raul

Teatr Telewizji
- 2003: Ja się nie boję braci Rojek (reż. Olga Lipińska)
- 2008: Pseudonim Anoda (reż. Mariusz Malec) jako Bogdan

Teatr Narodowy w Warszawie
- 2000: Szkoła żon (reż. Jan Englert) jako służący

Teatr Polski w Warszawie
- 2002: Przygody Sindbada Żeglarza (reż. Jarosław Kilian) jako Sindbad Bolesław Leśmian
- 2003: Burza (reż. Jarosław Kilian) jako Ferdynand

Teatr Pieśń Kozła
- 2008: Macbeth (reż. Grzegorz Bral) jako Banquo
- 2011: Szukając Leara (reż. Grzegorz Bral)
- 2012: Pieśni Leara (reż. Grzegorz Bral)
- 2014: Return to the Voice (reż. Grzegorz Bral)

Teatr Muzyczny „Roma”
- 2012: Berlin, czwarta rano (reż. Łukasz Czuj)
- 2019: Nowy Jork. Prohibicja (reż. Łukasz Czuj) jako pan Smokey Joe

Teatr Capitol w Warszawie
- 2019: Wykrywacz kłamstw (reż. Robert Talarczyk) jako Hipnotyzer

Przedstawienia impresaryjne
- 2015: Lekko nie będzie (reż. Tomasz Sapryk) jako Marco